# أمين متحف

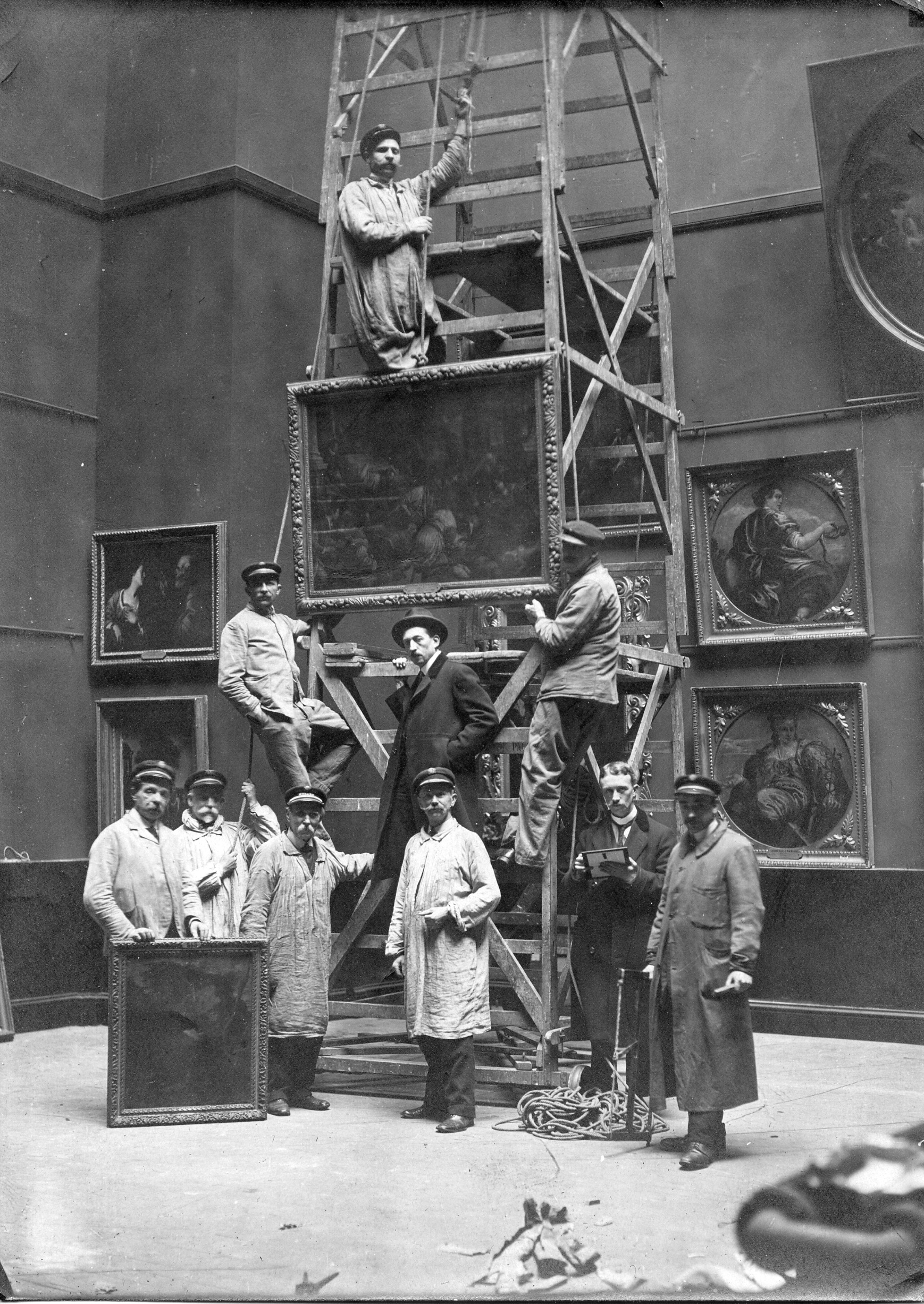
في وسط الصورة، إميل ثيودور (أمين متحف قصر الفنون الجميلة في ليل (متحف) من عام 1912 إلى عام 1937)، أثناء إعادة بناء المعرض المخصص للوحات الإسبانية والإيطالية، بعد عامين من نهاية الحرب العالمية الأولى

أمين المتحف (بالإنجليزية: Curator) هو مدير أو مشرف أو أمين أو حارس مؤسسة للتراث الثقافي (على سبيل المثال، معرض أو متحف أو مكتبة أو أرشيف) وهو متخصص في المحتوى المكلف بإدارته في المؤسسة ويشارك في تفسير مواد التراث بما في ذلك القطع الأثرية التاريخية.
ينطوي اهتمام المنسق التقليدي بالضرورة على أشياء ملموسة من نوع ما، أعمال فنية أو مقتنيات أو عناصر تاريخية أو مجموعات علمية. في الآونة الأخيرة، بدأت أنواع جديدة من المنسقين في الظهور: القيمون على كائنات البيانات الرقمية والمسؤولون الحيويون.

## نطاق التنظيم
في المؤسسات الأصغر، قد يكون المنسق المسؤول الوحيد عن عمليات الاستحواذ وحتى رعاية المجموعات. أمين المتحف يعتني بالمتحف ويساعد الجمهور الذين يزورون المتحف، ويشرف على الوثائق والبحوث على أساس جمعها وتاريخها، ويوفر التعبئة السليمة والتغليف للفن، والبحث مع الجمهور والمجتمع من خلال المعارض والمنشورات. في المتاحف الصغيرة جدًا القائمة على المتطوعين مثل تلك الموجودة في المجتمعات التاريخية المحلية، قد يكون المنسق هو الموظف الوحيد المدفوع الأجر.
في المؤسسات الأكبر حجمًا، تتمثل الوظيفة الأساسية للمنسق في وظيفة متخصص في الموضوع، مع توقع أنه سيجري بحثًا أصليًا حول الأشياء ويوجه المنظمة في جمعها. يمكن أن يكون لمثل هذه المؤسسات عدة أمناء، كل منهم مخصص لمنطقة تجميع محددة (على سبيل المثال، أمين الفن القديم، أمين المطبوعات والرسومات، إلخ) وغالبًا ما يعمل تحت إشراف المنسق الرئيسي. في مثل هذه المنظمات، قد يتم الإشراف على الرعاية المادية للمجموعة من قبل مديري مجموعات المتحف أو من قبل حراس المتحف، مع التوثيق والمسائل الإدارية (مثل الموظفين والتأمين والقروض) التي يتولاها مسجل المتحف.
في المملكة المتحدة، ينطبق مصطلح «أمين» أيضًا على موظفي الحكومة الذين يراقبون جودة العمل الآثاري المتعاقد بموجب توجيه سياسة التخطيط رقم 16، ويديرون الموارد الثقافية للمنطقة. في محيط المتحف، يمكن أيضًا تسمية أمين المتحف في المملكة المتحدة «الحارس».
في اسكتلندا، يُستخدم مصطلح «أمين» أيضًا للإشارة إلى الوصي على الطفل، والمعروف باسم القيّم.
في الولايات المتحدة، يقوم المنسقون بمهام متعددة الأوجه تعتمد على المؤسسة المعينة ورسالتها. لكن في السنوات الأخيرة[متى؟] تطور دور المنسق جنبًا إلى جنب مع الدور المتغير للمتاحف. نظرًا لأن المتاحف الأمريكية أصبحت أكثر رقمية بشكل متزايد، فإن القيّمين عليها يجدون أنفسهم يؤلفون روايات في كل من العالم المادي والرقمي. دعت المؤرخة إيلين جوريان إلى إنشاء متاحف «يمكن للزوار البحث فيها بشكل مريح عن إجابات لأسئلتهم بغض النظر عن الأهمية التي يوليها الآخرون لمثل هذه الأسئلة». وهذا من شأنه أن يغير دور المنسق من مدرس إلى «منسق ومساعد». وبهذا المعنى، فإن دور المنسق في الولايات المتحدة محفوف بالمخاطر، حيث تسمح المعارض الرقمية والتفاعلية في كثير من الأحيان لأفراد الجمهور بأن يصبحوا منسقين خاصين بهم، واختيار المعلومات الخاصة بهم. يستطيع المواطنون بعد ذلك تثقيف أنفسهم حول الموضوع المحدد الذي يهتمون به، بدلاً من قضاء الوقت في الاستماع إلى المعلومات التي لا يرغبون في تعلمها.
في الفن المعاصر، يحدد لقب «أمين المعرض» الشخص الذي يختار الأعمال الفنية ويفسرها غالبًا. بالإضافة إلى اختيار الأعمال، غالبًا ما يكون المنسق مسؤولاً عن كتابة الملصقات ومقالات الكتالوج والمعارض الأخرى الداعمة للمحتوى. قد يكون هؤلاء المنسقون من الموظفين الدائمين، أو «القيّمين الضيوف» من منظمة أو جامعة منتسبة، أو «منسقين مستقلين» يعملون على أساس استشاري. شهدت أواخر القرن العشرين انفجارًا في عدد الفنانين الذين نظموا المعارض. يمتلك المنسق الفني تقليدًا طويلًا في التأثير، ولا سيما ظهور السير جوشوا رينولدز (1723-1792)، الرئيس الافتتاحي للأكاديمية الملكية للفنون في لندن، التي تأسست عام 1768.
في بعض المنظمات الثقافية الأمريكية، قد يشير مصطلح «أمين» إلى رئيس أي قسم معين. وقد أدى ذلك إلى انتشار ألقاب مثل «أمين التعليم» و«أمين المعارض». تم استخدام مصطلح «المنسق الأدبي» لوصف الأشخاص الذين يعملون في مجال الشعر، مثل كارل كيرشوي، مدير الشعر السابق. وقد انعكس هذا الاتجاه بشكل متزايد في المملكة المتحدة في مؤسسات مثل آيكون (Ikon) وبيرمنغهام (Birmingham) وبالتيك (Baltic) وغيتزهيد (Gateshead) بالمملكة المتحدة.
في فرنسا، يُترجم مصطلح «أمين» على أنه «مشرف». هناك نوعان من القيّمين: القيّمون للتراث مع خمسة تخصصات (علم الآثار والمحفوظات والمتاحف والمعالم التاريخية ومتاحف العلوم الطبيعية)، والقيّم أمين مكتبة يتم اختيار هؤلاء القيّمين عن طريق امتحان تنافسي. «المحافظون على التراث» موظفون حكوميون أو يعملون في الخدمة العامة؛ استخدام الملكية من قبل العاملين في القطاع الخاص غير ممكن.

## التعليم والتدريب
القيّمون حاصلون على درجة أكاديمية عالية في موضوعهم، وعادة ما تكون درجة الدكتوراه أو درجة الماجستير في موضوعات مثل التاريخ أو الفن أو تاريخ الفن أو علم الآثار أو الأنثروبولوجيا أو الكلاسيكيات. من المتوقع أيضًا أن يكون القيّمون على المعرض قد ساهموا في مجالهم الأكاديمي، على سبيل المثال، من خلال تقديم محادثات عامة أو نشر مقالات أو تقديم في مؤتمرات أكاديمية متخصصة. من المهم أن يكون المنسقون على دراية بسوق التجميع الحالي لمجال خبرتهم، وأن يكونوا على دراية بالممارسات الأخلاقية والقوانين الحالية التي قد تؤثر على جمع منظمتهم.
أدى التعقيد المتزايد للعديد من المتاحف والمنظمات الثقافية إلى ظهور برامج مهنية في مجالات مثل التاريخ العام، والعلوم الإنسانية العامة، ودراسات المتاحف، وإدارة الفنون، وممارسة التنظيم. في عام 1992، أنشأت الكلية الملكية للفنون دورة ماجستير بتمويل مشترك من الكلية الملكية للفنون ومجلس الفنون في بريطانيا العظمى، وهي الأولى في بريطانيا التي تتخصص في التنسيق مع التركيز بشكل خاص على الفن المعاصر. يتم تمويل الدورة الآن من قبل مجلس الفنون بإنجلترا، وفي عام 2001 تم تعديل عنوان الدورة إلى «تنسيق الفن المعاصر» ليعكس بشكل أكثر دقة المحتوى والتركيز الأساسي للبرنامج. وبالمثل، أطلقت عدد من مؤسسات الفن المعاصر دورات دراسية قيّمة كبديل للبرامج الأكاديمية التقليدية. تأسست مدرسة إيكول دو ماجازن (بالفرنسية: École du Magasin) في عام 1987، وهي عبارة عن برنامج تدريب تنظيمي يقع في مركز الفن في غرونوبل بفرنسا. وبالمثل، يستضيف متحف ويتني للفن الأمريكي، من خلال برنامجه الدراسي المستقل، برنامجًا تنظيميًا كواحد من مجالات الدراسة الثلاثة، وقد استضاف مركز دي أبيل للفنون برنامجًا للتنظيم منذ عام 1994. المؤسسات الأخرى التي تدير برامج في التنسيق تشمل جامعة نورويتش للفنون؛ ومعهد كورتولد للفنون؛ وجامعة كينغستون غولدسميث، جامعة لندن؛ وبيركبيك، جامعة لندن؛ وكلية تشيلسي للفنون؛ وجامعة الفنون بلندن؛ وكلية الفنون بكاليفورنيا؛ وجامعة جنوب كاليفورنيا؛ وكلية بارد مدرسة الفنون البصرية؛ ومدرسة اللوفر؛ والمعهد الوطني للتراث (المعهد الوطني للتراث الثقافي)؛ وجامعة ملبورن وغيرها.

## تنظيم المجتمع
تنظيم المجتمع، المعروف أيضًا باسم التنظيم المشترك أو التنظيم العام - هو حركة في المتاحف الأمريكية، والمنظمات الإنسانية العامة، وداخل مجال التكوين الحيوي لإشراك أعضاء المجتمع في عمليات تنظيم المعارض المختلفة، بما في ذلك تطوير المعارض والبرمجة. من المحتمل ألا يكون أعضاء المجتمع المشاركون في تنظيم المجتمع مدربين كمتخصصين في المتاحف، لكن لديهم اهتمامات خاصة في نتائج مشاريع التنظيم. إن تنظيم المجتمع هو استجابة لنموذج التعلم «نقل المعلومات» في القرن التاسع عشر، حيث تكون المتاحف مصادر لمعرفة الخبراء ويكون الزوار هم المستفيدون من تلك الخبرة. لا يسعى تنظيم المجتمع إلى التخلي عن الخبرة، ولكن إلى توسيع تعريفات الخبرة «لتشمل مجالات أوسع من الخبرة» التي يجلبها الزوار إلى المتاحف.
تتنوع ممارسات تنظيم المجتمع. يقوم متحف وينغ لوك (بالإنجليزية: Wing Luke) بالتوعية المجتمعية في بداية مشاريع المعرض، ويعقد لجانًا استشارية مجتمعية في مراحل مختلفة من عملية التنظيم. قبلت جمعية بروكلين التاريخية مقترحات المعارض من أفراد المجتمع ودربتهم على مهارات تنظيم المعارض للمشاركة في إنشاء المعارض. مثل هذه الجهود للسماح للمجتمعات بالمشاركة في التنظيم يمكن أن تتطلب «خبرة أكثر وليس أقل من موظفي المتحف».

## التكنولوجيا والمجتمع
بالطريقة نفسها التي قد يكتسب بها أمين المتحف أشياء ذات صلة أو قد يختار أمين المتحف أو يفسر عملًا فنيًا، فإن حقن التكنولوجيا وتأثير وسائل التواصل الاجتماعي في كل جانب من جوانب المجتمع قد شهد ظهور أمناء التكنولوجيا.
القيمون على التكنولوجيا هم أشخاص قادرون على فصل العلم والمنطق لتكنولوجيا معينة وتطبيقها على مواقف العالم الحقيقي والمجتمع، سواء كان ذلك من أجل التغيير الاجتماعي أو الميزة التجارية أو أغراض أخرى. كان لدى المؤتمر السلكي الأول في المملكة المتحدة مختبر اختبار، حيث اختار أمين مستقل التكنولوجيا التي عرضت التطورات التكنولوجية الجذرية وتأثيرها على المجتمع، مثل القدرة على تصميم وطباعة كائنات مادية باستخدام طابعات ثلاثية الأبعاد (مثل آلة الكمان التي تعمل بكامل طاقتها) أو القدرة على نمذجة وتمثيل نماذج طبية وجزيئية تفاعلية دقيقة في صورة مجسمة ثلاثية الأبعاد.
إم لوف، هو احتفال بدأ في عام 2010، بتعطيل تصور ما يجب أن يكون عليه مؤتمر التكنولوجيا، باستخدام تنسيق أكثر تفاعلية جذريًا يعتمد على مجموعة متنوعة من التأثيرات خارج عالم التكنولوجيا التقليدي، بما في ذلك الدين، والأعمال المصرفية الصغيرة للبلدان النامية، والمنشآت وورش العمل الفنية التفاعلية مثل فيوتشر كيوب وعرض فيديو تفاعلي عملاق.